# Happiness Is a Warm Gun
«Happiness Is a Warm Gun» (с англ. — «Счастье — это тёплый ствол») — песня The Beatles из Белого альбома, записанная в сентябре 1968 года.

## История написания
Джон Леннон утверждал, что идея песни пришла к нему, когда Джордж Мартин показал ему обложку оружейного журнала:

Кажется, он показал мне обложку журнала, на которой значилось «Счастье — это тёплое ружьё». Это был оружейный журнал. Я подумал, что это высказывание было фантастическим, безумным. Тёплое ружьё значит, что ты только что во что-то выстрелил.
Оригинальный текст (англ.)I think he showed me a cover of a magazine that said 'Happiness Is a Warm Gun.' It was a gun magazine. I just thought it was a fantastic, insane thing to say. A warm gun means you just shot something.

## Композиция
Леннон считал, что при написании музыки он «сложил вместе три части разных песен… она [композиция] словно бы проходила через все различные виды рок-музыки». Первую, мелодичную часть песни, начинающуюся строчкой «Она не та девушка, которой многого не хватает» (англ. She’s not a girl who misses much), Леннон и журналист Дерек Тейлор сочинили, находясь под воздействием ЛСД. Следующая часть, «Меня нужно исправить» (англ. I Need a Fix) — гитарное соло с вокалом и хором, повторяющим рефрен. Последняя часть написана в жанре ду-воп; в течение этой части звучит бэк-вокал, повторяющий «bang, bang, shoot, shoot» (звукоподражания ружейным выстрелам).
The Beatles считали «Happiness Is a Warm Gun» «одной из немногих подлинно битловских песен альбома».

## Участники записи
- Джон Леннон — двойной ведущий вокал, бэк-вокал, электрогитара
- Пол Маккартни — бас-гитара, бэк-вокал
- Джордж Харрисон — соло-гитара, бэк-вокал
- Ринго Старр — ударная установка, тамбурин

## Значение
Предпринималось несколько попыток истолковать значение песни. Критики считали, что она была написана под влиянием влечения Леннона к Йоко Оно, кроме того, как символ проблем Леннона с наркотиками, в частности, героином. В своём интервью в 1980 году Леннон признался в правильности первой теории, но начисто отрицал какое бы то ни было отношение наркотиков к содержанию этой композиции.
Песня часто критиковалась в США и Великобритании. На BBC её запретили из-за непристойного содержания.

## Кавер-версии
- Версия The Breeders из альбома Pod (1990)
- Версия Phish из альбома Live Phish Volume 13 (1994)
- Версия U2, сторона B сингла «Last Night on Earth» (1997)
- Версия Psychic TV из альбома Jack the Tab/Tekno Acid Beat (1998)
- Версия Тори Эймос из альбома Strange Little Girls (2001)
- Версия Марка Рибо из альбома Saints (2001)
- Версия Джо Андерсона и Сальмы Хайек, саундтрек к фильму «Через Вселенную» (2007)
- Версия Marilyn Manson (2009)